# 이종우 (배우)
이종우(1970년 11월 18일 ~ )는 대한민국의 배우이다.

## 출연작

### 영화
- 《유혹》 (2017년) - 민기 역
- 《은밀한 유혹》 (2015년) - 창기 역
- 《연애의 기술》 (2013년) - 김 비서 역
- 《26년》 (2012년) - 그사람 경호요원 7 역
- 《시크릿》 (2009년) - 오 형사 역
- 《오아시스》 (2002년) - 김군 역
- 《무사도》 (2001년) - 무사 역
- 《천사몽》 (2001년) - 수비대장 역
- 《7인의 새벽》 (2001년)
- 《그녀 이야기 - 꽃잎 한점 어지러이 허공을 날고》 (2000년)
- 《앨리스와 사랑에 빠지다》 (1999년)
- 《하우등》 (1999년) - 한수 역
- 《고집멸도》 (1997년)
- 《나는 할렐루야 아줌마였다》 (1982년) - 어린성수 역